# 11.º Ejército (Unión Soviética)
El 11.º Ejército de Trabajadores y Campesinos del Ejército Rojo (RKKA, del ruso Рабоче-Крестьянская Красная Армия, Raboche-Krestianskaya Krasnaya Armia)  fue una unidad de nueva creación en el Ejército Rojo.
Durante la Guerra Civil Rusa luchó contra los Ejércitos Blancos del ejército voluntario del general Antón Denikin en la parte occidental del Norte del Cáucaso. En abril de 1920 entró en Azerbaiyán. En mayo de 1920 actuó dentro de Irán, en Armenia en diciembre de 1920 y finalmente invadió Georgia en febrero de 1921.

## Historia organizativa de la unidad

### Octubre de 1918-febrero de 1919
Fue desplegada por los bolcheviques en octubre de 1918 como una subdivisión del Frente Sur. Debido a la lucha y a las epidemias, perdió dos tercios de sus hombres, siendo disuelta en febrero de 1919, y sus restos incorporados al 12.º ejército.
frente sur (desde el 8 de diciembre de 1918, frente caucaso el 3 de octubre de 1918 hasta el 13 de febrero de 1919
I. l Sorokin
F. Fedko
W. M. Kruse
M K Levanvosky
Miembros del Soviet Militar son: N. A. Anissimov, J. N. Polujan, Mansurov, SD Odajuk JP Butjafin, OM lestshinsky

### Marzo-junio de 1919
En marzo de 1919 nuevamente se organiza como Ejército independiente desplegado en el teatro de operaciones del Frente del Cáucaso.
Entre abril y mayo de 1919 toma parte en la lucha contra las tropas blancas que se acercaban a Astracán, siendo derrotadas en junio.
11.º ejército especial de 2 0de marzo hasta 25 de junio de 1919
NA Shdanov
Miembros del Soviet Militar: A. Mechonosshin, SM Kierov, Pebble, SP Medvédev

### Agosto de 1919-mayo de 1921
El 10.º ejército defendía la ciudad de Astracán en agosto de 1919, y sobre estas tropas se forma nuevamente el 11.º ejército en el frente oriental.
Trasladados al frente sudoccidental, alcanzan victorias en Zarytzyn y Bakú, donde los movimientos insurgentes bolcheviques eran muy fuertes.
Frente sur, desde el 15 de octubre de 1920 frente sudoeste, hasta el 1 6de enero de 1920 en el frente del caucaso (desde 14 de agosto de 1919 a 29 de mayo de 1921
V.P Raspopov
JP Butyagin
MI Levandovsky
MI Vassilenko
MK Levandovski (nuevamente)
A. L. Gekker
Miembros del Soviet Militar: VV Kubishev, SM Kirov, JP Butyagin, KA Mejonoshin, Sokolov, JI Vesnik, Lukin, BD Mijailov, Kvirkeliya, SS Eliava, P.I. Kushner.

#### Fuerza y recursos del 11.º ejército
A septiembre de 1920:
- 21.882 soldados de infantería
- 4.593 de caballería
- 137 de artillería
- 753 ametralladoras MGs
- 6 trenes artillados
- 19 aviones

### Mayo de 1921
Para final de mayo de 1921, el 11.º ejército se autodenomina el “Ejército del Cáucaso”, integrado dentro del “Frente del Cáucaso”, y luego formó parte del Distrito Militar del Cáucaso Norte.
El jefe del Comité Revolucionario Militar del 11.º ejército fue Sergó Ordzhonikidze. Los líderes militares del 11.º ejército en 1921 fueron: V.P. Raspopov, J.P. Butyagin, M.I. Vasilenko, M.K. Levandovski y A.I. Gekker. Las decisiones militares estaban supervisadas por el Consejo de Guerra del Ejército. sus miembros en 1921 eran: Sergey Kirov, Valerian Kuybyshev, J.P. Butyagin, K.A. Mejonoshin, Sokolov, J.I. Vesnik, Lukin, B.D. Mijailov, Kvirkeliya, S.S. Eliava, J.I. Vesnik y P.I. Kushner.

## Operaciones Militares en el Cáucaso, febrero de 1920 – mayo de 1921

### Operaciones en Azerbaiyán
Entre el 11 de 12 de febrero de 1920, el ilegal partido comunista de Azerbaiyán en Bakú recibe armas y provisiones desde Krasnovosk, al otro lado de mar Caspio, para organizar el levantamiento, señalado para marzo-abril de 1920, en coordinación con el mando del 11.º ejército y como forma de apoyo a las operaciones militares de este. El gobierno de Azerbaiyán está en manos del Musavat. El ejército de Azerbaiyán para abril de 1920 tiene unos 30.000 hombres, de los cuales 20,000 estaban desplegados en el sudoeste del país luchando contra las tropas de la República Armenia (Dashnaks), ya que desde marzo de 1920, el gobierno de la República de Azerbaiyán está en guerra con Armenia. En Bakú están acantonados 2.500 hombres, y al sur de Derbent (sur de Daguestán, 3.000, estando el resto distribuidos en guarniciones locales.
Los bolcheviques tienen éxito en la lucha contra el ejército azerbayaní, con la intervención de una pequeña flota organizada por los soviéticos. El 27/28 de abril de 1920 se inicia el levantamiento en Bakú, estando algunas de las unidades acantonadas en Bakú apoyando al levantamiento, las cuales luchan contra otras intentando sofocarlo, fieles a los Musavat. El Comité revolucionario Militar de Bakú solicita ayuda a M. Vasilenko, comandante del 11.º ejército. En 11.º ejército continúa el avance, adelantándose fuerzas mandadas por M Jefremov, apoyadas con 4 trenes artillados, alcanza Bakú el 28 de abril. Un día después entras la caballería del 11.º ejército en Bakú, proclamándose el 28 de abril de 1920 la República Soviética de Azerbaiyán.
A finales de abril de 1920, y después de duros combates por el control de la ciudad, se afianza el control de los alrededores de la ciudad de Bakú.
El 3 de mayo de 1920 desembarca la flota del Volga/Casio en Lenkoran, cerca de la frontera iraní, alcanzando el 5 de mayo de 1920 un tren artillado la frontera georgiana. Una parte de las fuerzas armadas del Musavat entregan las armas al 11.º ejército, mientras que la otra, marcha a la clandestinidad, y que con apoyo de georgianos, armenios (Dashnaks) y mencheviques, inician una guerra de guerrillas en el sudeste, contra las fuerzas del 11.º ejército.
Para asegurarse Bakú, fue necesario la toma de Enseli (Pahlevi) en el norte de Persia, derrotando la flota de Denikin, eliminando cualquier base de ataque en el mar Caspio, que pudiese abrir un frente en la retaguardia del Ejército Rojo. En la operación de Enseli, llevada a cabo el 17 de mayo/18 de mayo de 1920, desembarcan tropas del ejército rojo con 3 torpederos, 2 cañoneras, 3 navíos y algunos transporte de tropas atacando la base naval blanca, capturando sus barcos, 10 cruceros auxiliares y 7 barcos de transporte y 50 cañones, que son trasladados junto con otros materiales de guerra hacia Bakú. Debido al resultado de la acción, las fuerzas rojas obligan a las unidades británicas a intervenir en la lucha, acantonándose estos en Enseli.
Asegurado Azerbaiyán, consolida la base para atacar las capitales de las otras dos repúblicas (Tiflis en Georgia, y Ereván en Armenia).

### Tratado con Georgia
La nueva República Soviética de Azerbaiyán concluye un tratado con Georgia el 7 de mayo de 1920, delimitando las fronteras, solicitando al gobierno de Georgia la detención de las tropas que huyen de Denikin, la liberación de los comunistas detenidos y la legalización del partido comunista restaurada. El representante ruso en Tbilisi fue Sergey Kirov, supervisando la conclusión del tratado.

### Lucha entre Armenia y Azerbaiyán
Al mismo tiempo de la firma del tratado entre Georgia y Azerbaiyán, en mayo de 1920, el ilegalizado partido comunista armenio, inicia un levantamiento contra el gobierno armenio (Dashnak) en la ciudad de  Aleksandropol (Leninakan), y que se extiende sobre Kars, Sarikamish, Karavansarai, Deli y Shan. Las tropas dashnaks sofocan rápidamente a las débilmente armadas tropas insurgentes.
El 28 de mayo de 1920 se funda el Comité de Defensa de la República Soviética de Azerbaiyán.
A finales de mayo/principios de junio de 1920, apoyados por los georgianos mencheviques y los dashnaks, en Ganja (Kirovabad), en el noroeste y el sudeste de Azerbaiyán se inicia una insurrección contra el régimen soviético de Azerbaiyán y el Ejército Rojo. Los insurrectos formaron grupos de batalla de hasta 3,000 hombres, operando principalmente en valles y montañas remotas. Las unidades del 11.º ejército, despliegan una considerable fuerza en la lucha contra la insurrección, causando severas pérdidas a estos grupos.
El 30 de septiembre de 1920 se firma un tratado de asistencia económica y militar entre la Rusia Soviética y la República Soviética de Azerbaiyán.

### Escalada de tensión política en Armenia en otoño de 1920
El 24 de septiembre de 1920 marchan tropas de la República Democrática de Armenia, internándose en la Anatolia oriental, iniciándose la Guerra Turco-Armenia. Los combates se desarrollan hasta el 2 de diciembre de 1920, sufriendo los Dashnaks grandes pérdidas, teniendo que retroceder a las posiciones iniciales. Los turcos, por su parte, en una clara operación de conquista militar, ocupan Alexandropol.
Los dashnaks tienen que luchar el 2 de diciembre de 1920 en la defensa de Ereván, teniendo como consecuencia aceptar la cesión de los territorios de Kars y Sarikamis. Los turcos desplegaron gran cantidad de tropas en su lucha contra Armenia, mientras que el ejército profesional armenio solo contaba con 1500 efectivos equipados únicamente con armas ligeras.
Como consecuencia de esta guerra, la situación social y política de los armenios en la Anatolia se vuelve muy precaria, desencadenándose diversos pogromos con innumerables víctimas armenias.

### Levantamiento bolchevique en Armenia contra los Dashnaks

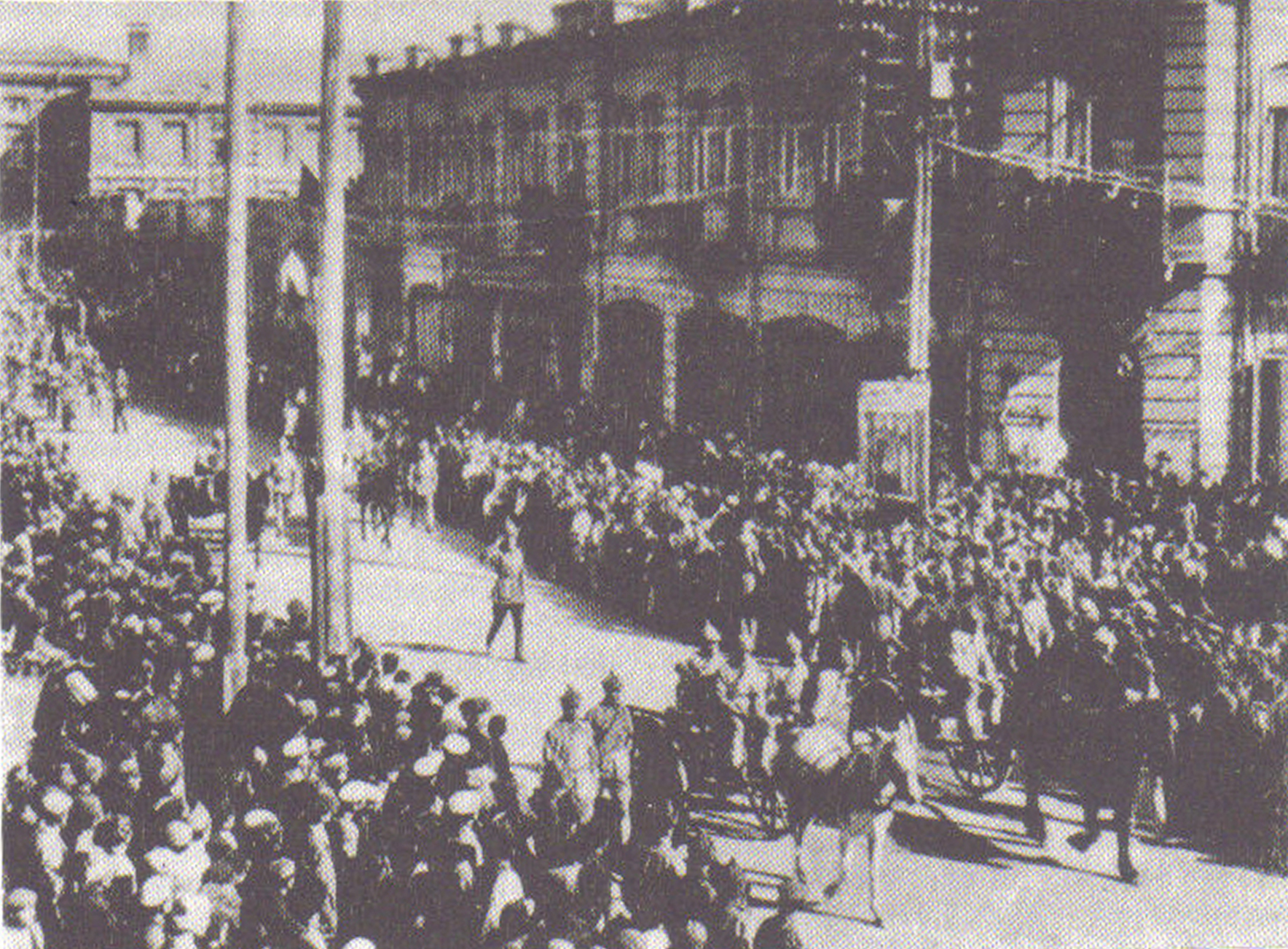
El 11.º ejército del Ejército Rojo entrando en Ereván en 1920.

Aprovechando la coyuntura bélica entre Turquía y la República de Armenia, el ilegalizado partido comunista armenio, con el apoyo del Buró del Cáucaso del Partido Comunista de Rusia, inicia un levantamiento. Desde la noche del 28 y el 29 de noviembre de 1920, se proclama la República Socialista Soviética de Armenia.
Sin embargo, las autoridades de Moscú ordenaron al ejército detener las operaciones en la región. En este breve lapso, el Ejército Rojo ayudó a los comunistas armenios en su lucha contra el gobierno armenio en la región de Ereván.
En el verano de 1920, en Azerbaiyán se forma el “Regimiento Especial Armenio”, que se dirige a Ereván, tomándolo el 4 de diciembre de 1920, desintegrándose el ejército de la República Democrática de Armenia (Dashnaks), pasándose a las filas soviéticas una parte de esas fuerzas. El resto de las fuerzas, se retiran a las montañas. Aprovechando que el 11.º ejército estaba en las acciones bélicas en Georgia, los Dashnaks retoman brevemente Ereván en febrero de 1921.
La lucha se prolongó hasta el verano de 1921 en las montañas de Armenia.

### Conflicto en Georgia
En verano de 1920 hay una escalada de tensión que termina con la ruptura del tratado firmado el 7 de mayo de 1920, en el que se hacía un frente común Georgia, Armenia y Azerbaiyán contra el Ejército Rojo, con el apoyo de armas y pertrechos enviados por el general blanco Wrangel desde su base en Crimea.
Por su parte, los británicos negocian con el Gobierno georgiano el reconocimiento de la ocupación británica de Batumi a cambio del reconocimiento internacional de la República Democrática de Georgia, alcanzando el acuerdo el 27 de enero de 1921, reconociéndola la Entente.
Aún Georgia sin resolver los conflictos fronterizos de la frontera sur con Armenia o este con Azerbaiyán (Zakatali), los turcos avanzan al sur a lo largo de la frontera con Persia, atacando Armenia y Azerbaiyán, y al norte entre Batumi y el río Araxes contra Georgia, movilizando a 23.500 hombres, y siendo detenido por una guarnición de 7300 hombres, de la milicia popular, la “Guardia Nacional Georgiana”, que había sido organizada rápidamente por los mencheviques georgianos en torno a las bases de su partido.
Durante el 11 y 12 de febrero de 1921, las fuerzas del partido comunista inician un levantamiento en Iorital, en la frontera entre Armenia y Georgia. El 7 de febrero de 1921, el Comité Revolucionario encabezado por Filip Yeseyevich Marcharadse e Ivan (“Mamiya”) Dmitrievich Orajelashvili, piden apoyo al 11.º ejército, marchando este en dirección Tiflis a lo largo de la línea del ferrocarril Ganja-Tiflis y de la línea Tarakis-Tiflis. Una parte del ejército se dirige en el éste a Zakatali. Un tercer frente se abre en Georgia con la entrada de una tercera fuerza soviética por el norte, que se dirige a Kutaisi. Parte de las tropas del gobierno Georgiano se pasan al Ejército Rojo, aunque la Guardia Nacional Georgiana ofrece una dura resistencia, volando puentes e instalaciones ferroviarias.
Las fuerzas georgianas inician la retirada hacia el oeste, siendo ocupada la ciudad de Tiflis el 25 de febrero de 1921 por el 11.º ejército, proclamándose el mismo día la República Socialista Soviética de Georgia.

### El 11.º ejército toma la iniciativa militar
A principios de marzo de 1921, continúa la resistencia en Batumi, Gori y Kutaísi, que son tomadas el 10 de marzo de 1921 por el 11.º ejército y partisanos, abandonando el gobierno georgiano el país.
En paralelo, avanza el 9.º ejército rojo bajo el mando de V. C. Ter a lo largo de la costa del mar Negro, tomando Sujumi el 4 de marzo de 1921.
El 16 de marzo de 1921 Rusia y Turquía firman el tratado de delimitación de fronteras, ocupando la ciudad de  Batumi el 11.º ejército el 18 de marzo de 1921, desocupada previamente por el ejército turco el 11 de marzo. Por ese tratado, se cede  Kars y sus alrededores, zona que de hecho ya habían ocupado militarmente en la anterior guerra turco Armenia.
El 21 de mayo de 1921 el gobierno de Rusia firma un tratado militar con la República Socialista Soviética de Georgia.

## Reforma de 1939
En 1939 se forma un nuevo 11.º Ejército se forma en el Distrito Militar de Bielorrusia con el antiguo Grupo de Ejército de Minsk. Tomó parte en la invasión soviética de Polonia (1939). En el verano de 1940 formó parte del Distrito Militar del Báltico (desde el 17 de agosto de 1940,  Distrito Militar Especial del Báltico).
En el inicio de la Operación Barbarroja en junio de 1941, el 11.º ejército estaba compuesto de:
- XVI Cuerpo de Fusileros (que incluía a la 5.ª, 33.ª y 188.ª divisiones de fusileros)
- 39.º  Cuerpo de Fusileros (que incluye a la 179.ª y 184.ª división de fusileros)
- 3.er Cuerpo Mecanizado (640 tanques)
- Las divisiones 23.ª, 126.ª y 128.ª de fusileros
- La 42.ª y 46.ª regiones fortificadas
- otras pequeñas unidades

Participó en las operaciones militares como parte del Frente Soviético Noroeste al oeste y sureste de Kaunas y Vilna.
Desde el 9 de julio de 1941, estuvo bajo sus órdenes la 41.º y 22.º Cuerpos de fusileros, y el 1.er Cuerpo Mecanizado. En 1942 y 1943 participó en ataques contra la Wehrmacht cerca de Slozy y Staraya Russsa y en la Operación de Dmyansk. En el verano y otoño de 1943 fue parte del Frente Occidental. A mediados de julio de 1943, el ejército comprendía el 53.º Cuerpo de Fusileros, la 4.ª, 96vam 260.ª, 273.ª y 323.ª divisiones de fusileros, el 225.º regimiento de tanques y otras unidades. Desde el 30 de julio el 11.º ejército se incorporó al Frente de Bryansk, y luchó en la Batalla de Kursk. En diciembre de 1943 el 11.º ejército fue disuelto debido a las bajas en combate, y su personal restante integrado en otros ejércitos soviéticos.
Los comandantes del 11.º ejército desplegado en 1939 fueron V. I. Morosov, P. A. Kurtoshkin, A. I. Lopatin y I. I. Fedyuninski. Pavel Kurochkin mandó el 11.º ejército desde noviembre de 1943 a marzo de 1943 durante un tiempo, incluyendo el mando del 34.º ejército.